# Destructor Alpino (1939)
L'Alpino va ser un dels 19 destructors classe Soldati de la Regia Marina construïts a finals de la dècada de 1930 i inicis de la de 1940. Completat a inicis de 1939, va ser un dels darrers en entrar en servei.

## Disseny i descripció
Els destructors de classe Soldati eren versions lleugerament millorades de la classe Oriani anterior. Tenien una longitud entre perpendiculars de 101,6 metres i una longitud total de 106,7 metres. Els vaixells tenien una mànega de 10,15 metres i un calat mitjà de 3,15 metres i 4,3 metres amb càrrega profunda. El Soldatis desplaçaven 1.830–1.850 tones mètriques (1.800–1.820 tones llargues) amb càrrega normal, i 2.450–2.550 tones mètriques (2.410–2.510 tones llargues) amb càrrega profund. El seu rol durant la guerra era de 13 oficials i 202 sotsoficials i mariners.
L'Alpino estava accionat per dues turbines de vapor d'engranatge Belluzzo, cadascuna impulsava un eix d'hèlix utilitzant vapor subministrat per tres calderes Yarrow. Dissenyats per a una potència màxima de 48.000 cavalls de potència (36.000 kW) i una velocitat de 34-35 nusos (63-65 km/h; 39-40 mph) en servei, els vaixells de la classe Soldati van assolir velocitats de 39-40 nusos (72–74 km/h; 45–46 mph) durant les seves proves de mar amb una càrrega lleugera. Portaven prou fuel oil per donar-los una autonomia de 2.340 milles nàutiques (4.330 km; 2.690 milles) a una velocitat de 14 nusos (26 km/h; 16 mph) i 682 nmi (1.263 km; 785 milles) a una velocitat de 34 nusos (63 km/h; 39 mph).
La bateria principal de l'Alpino constava de quatre canons de 120 mil·límetres de calibre 50 en dues torretes de dos canons, una a davant i a darrere de la superestructura. En una plataforma al mig del vaixell hi havia un canó d'obús estrella de 120 mil·límetres de calibre 15. La defensa antiaèria (AA) del Soldatis era proporcionada per vuit canons Breda Model 1935 de 20 mil·límetres. Els vaixells estaven equipats amb sis tubs de torpedes de 533 mil·límetres en dos muntatges triples al mig del vaixell. Tot i que no tenien un sistema de sonar per a tasques antisubmarines, estaven equipats amb un parell de llançadors de càrrega de profunditat. Els vaixells podien portar 48 mines.

## Història
A l'inici de la Segona Guerra Mundial formà part de la XIII Esquadró de Destructors, que formà juntament amb els bessons  Bersagliere, Granatiere i Fuciliere.
El 7 de juliol de 1940, a les 12.35, va abandonar Palerm juntament amb les unitats seccionals i la VII Divisió de Creuers (Eugenio di Savoia, Duca d'Aosta, Attendolo i Montecuccoli), per després unir-se a la resta de la II Esquadró Naval (creuer pesat Pola, Divisions de creuers I, II i III per un total de 7 unitats i esquadrons destructors IX, X, XI i XII) que, després d'haver actuat com a força de suport a una operació de combois per a Líbia, es van incorporar a l'esquadró I i van participar en la batalla de Punta Stilo del 9 de juliol; tanmateix la VII Divisió (i amb ella la XIII Esquadra) es va unir tardanament a la resta de la formació italiana, amb la batalla ja en marxa, tenint així només un paper marginal en la batalla.
Cap al migdia del 27 de novembre, va sortir de Nàpols juntament amb els cuirassats Giulio Cesare i Vittorio Veneto, la resta de la XIII Esquadra i el VII Esquadró de Destructors (Freccia, Dardo, Saetta), participant aleshores en la batalla inconclusa del Cap Teulada
El 8 de febrer de 1941, va sortir de La Spezia juntament amb les altres unitats de l'Esquadró XIII, l'Esquadró X (Maestrale, Grecale, Libeccio, Scirocco) i els cuirassats Vittorio Veneto, Cesare i Doria per interceptar la formació britànica amb destinació a Gènova per bombardejar-la; l'endemà l'esquadra italiana es va incorporar a la III Divisió de Creuers (Trento, Trieste, Bolzano) que havia sortit de Messina amb els destructors Carabiniere i Corazziere, però no va aconseguir evitar el bombardeig, ni identificar els vaixells britànics.
El matí del 27 de març, va substituir, amb la resta del XIII Esquadró, el X Esquadró (Maestrale, Grecale, Libeccio, Scirocco) a l'escorta del cuirassat Vittorio Veneto, que amb diverses altres unitats – Divisions de creuers I (Zara, Pola, Fiume), III (Trento, Trieste, Bolzano) i VIII (Garibaldi i Duca degli Abruzzi), esquadrons destructors IX (Alfieri, Oriani, Gioberti, Carducci), XVI (Da Recco, Pessagno), XII (Corazziere, Carabiniere, Ascari) – destinat a participar en l'operació "Gaudo", que després va resultar en la desastrosa batalla del Cap Matapan, que va acabar amb la pèrdua de tota la 1a Divisió i els destructors Alfieri i Carducci. Durant aquesta batalla els vaixells del XIII Esquadró van escortar el Vittorio Veneto, danyat per un torpediner, defensant-lo amb el seu propi foc antiaeri.
L'11 de maig va tornar a formar part de l'escorta indirecta, juntament amb els creuers lleugers Bande Nere, Cadorna, Duca degli Abruzzi i Garibaldi i els destructors Bersagliere, Fuciliere, Scirocco, Maestrale, Da Recco, Pancaldo, Pessagno i Usodimare, en un comboi format pels mercants Preussen, Wachtfels, Ernesto, Tembien, Giulia i Col di Lanai que es va beneficiar de l'escorta directa dels destructors Dardo, Aviere, Geniere, Grecale i Camicia Nera: havent sortit de Nàpols, els vaixells van arribar a Trípoli el 14.
Del 19 al 21 de maig, juntament amb els creuers Duca degli Abruzzi i Garibaldi i els destructors Granatiere i Bersagliere, va actuar com a escorta indirecta d'un comboi cap a Trípoli (vaixells mercants Preussen, Sparta, Capo Orso, Castelverde i Motia, petrolers Panuco i Superga), destructors Euro, Folgore, Fulmine, Strale i Turbine); el comboi va arribar al seu destí sense pèrdues, malgrat alguns atacs submarins: el 20 de maig el mateix Alpino va ser l'objectiu d'un atac realitzat pel submarí HMS Urge en la posició 35°42' N i 12°24' E, però va aconseguir evitar l'atac.
El 3 de juny va sortir de Palerm per formar part, juntament amb el Granatiere, el Fuciliere i el Bersagliere i els creuers Duca degli Abruzzi i Garibaldi, de l'escorta indirecta del comboi "Aquitania" (vaixells mercants Aquitania, Caffaro, Nirvo, Montello, Beatrice Costa) i el petroler Pozarica, en ruta Nàpols-Trípoli escortats pels destructors Dardo, Aviere, Geniere i Bandiera Nera i el torpediner Missori); el 4 de juny, mentre els vaixells es trobaven a unes vint milles de les illes Kerkenna, van ser atacats per avions que van impactar amb el Montello, que va explotar sense deixar supervivents, i el Beatrice Costa, que, irreparablement danyat, va haver de ser abandonat i enfonsat pel Camicia Nera.
El 14 de juliol va escortar de Trípoli a Nàpols, juntament amb els destructors Malocello i Fuciliere i els torpediners Orsa, Procione i Pegaso, els transports Rialto, Andrea Gritti, Sebastiano Venier, Barbarigo i Ankara : el submarí britànic P 33 va torpedinar i enfonsar el Barbarigo en la posició 36°27' N i 11°54' E, després de ser greument danyat per la reacció de l'escorta, mentre que la resta del comboi arribava a Nàpols el dia 16.
El 21 de juliol va sortir a la mar juntament amb el seu vaixell germà Fuciliere i es va unir a l'escorta d'un comboi: els vapors Maddalena Odero, Nicolò Odero, Caffaro i Preussen escortats pels destructors Folgore, Euro, Saetta i Fulmine, més tard units pel petroler Brarena i el torpediner Pallade de Palerm i Trípoli, respectivament, amb destinació a Trípoli: el dia 22, el comboi va ser atacat pels torpediners Swordifsh de l'esquadró 830 que van enfonsar el Preussen i el Brarena.
Entre el 30 de juliol i l'1 d'agost, classificat temporalment en el XII Esquadró (Lanciere,Carabiniere i Corazziere) va oferir escorta indirecta – juntament amb les unitats seccionals, els creuers Pola, Zara, Fiume, Gorizia, Trento, da Barbiano,  di Giussano, Eugenio di Savoia, Duca degli Abruzzi, Attendolo, Montecuccoli i els esquadrons destructors IX, XIII i XV per a un total d'11 unitats: dos combois a Líbia, que va veure al mar un total de 10 vaixells mercants, 4 destructors i 12 torpediners.
El 8 d'octubre, a les 22.20 hores, va embarcar de Nàpols per escortar a Líbia, juntament amb el Grenadier, el Fuciliere i el Bersagliere (posteriorment s'hi van unir l'antic torpediner Cascino provinent de Trapani), el comboi "Giulia", format pel petrolier Proserpina i els transports Giulia, Bainsizza, Nirvo, Zena i Casaregis ; el Bainsizza i el Nirvo, atrapats en avaries, però van haver de reparar a Trapani mentre el 12 d'octubre, a les 22.25, els torpediners britànics del 830è Esquadró van atacar el comboi i van enfonsar Zena i Casaregis (respectivament a 34°52' N i 12°22' i 34°10' N i 12°38' E): el comboi "Giulia" va ser el primer comboi víctima dels desxiframents realitzats per l'organització ULTRA.
La matinada del 8 de novembre de 1941, l'Alpino va sortir de Messina juntament amb la III Divisió (Trento i Trieste) i amb el Granatiere, el Fuciliere i el Bersagliere per fer d'escorta indirecta del comboi "Duisburg": aquest comboi, format pels mercants Duisburg, San Marco, Sagitta, Maria, Rina Corrado, Comte de Misrata i Minatitlan(amb un total de 34.473 t de subministraments, 389 vehicles, 243 homes a bord) es va dirigir cap a Trípoli amb l'escorta dels destructors Maestrale, Grecale, Libeccio, Fulmine, Euro i Alfredo Oriani.A la nit següent, el comboi va ser atacat i destruït per la Força K britànica (creuers lleugers Aurora i Penelope i destructors Lance i Lively): tots els mercants i el Fulmine van ser enfonsats, mentre que el Grecale va patir danys greus. L'Alpini no van participar en la lluita i, al final d'aquesta, només va poder participar, juntament amb el Maestrale, l'Oriani, l'Euro, el Bersagliere i el Fuciliere, en el rescat dels 704 supervivents.
El 21 de novembre de 1941 va sortir a la mar per escoltar a Messina, juntament amb el creuer lleuger Garibaldi, els destructors Vivaldi, da Noli, Granatiere, Fuciliere, Corazziere i Carabiniere i el torpediner Perseo, el creuer lleuger Duca degli Abruzzi, molt danyat per torpediners durant una missió d'escorta indirecta a dos combois cap a Líbia.
A les 17.40 del 13 de desembre, va sortir de Tàrent juntament amb els cuirassats Littorio i Vittorio Veneto, els tres destructors seccionals i els torpediners Centauro i Clio (formació reforçada posteriorment amb l'enviament dels destructors Vivaldi, Malocello, Da Recco, Da Noli i Zeno) per actuar com a força de cobertura de l'operació "M 41" (tres combois per a Líbia formats per 6 vaixells mercants, 5 destructors i un vaixell torpediner), que, tanmateix, es va veure afectat per atacs submarins, que van enfonsar dos transports (el Fabio Filzi i el Carlo del Greco) i va danyar seriosament el cuirassat Vittorio Veneto'.
El 16 de desembre, juntament amb els cuirassats Andrea Doria, Giulio Cesare i Littorio, els creuers pesats Trento i Gorizia i els destructors Granatiere, Maestrale, Fuciliere, Bersagliere, Corazziere, Carabiniere, Oriani, Gioberti i Usodimare, va formar part de la força de suport en l'operació de combois per a Líbia "M 42" (dos combois formats per vaixells mercants Monginevro, Napoli, Ankarai Vettor Pisani escortat pels destructors Saetta, Da Recco, Vivaldi, Da Noli, Malocello, Pessagno i Zeno, tots dos van sortir de Tàrent i es van dirigir a Bengasi –Ankara i Saetta– i Trípoli –les altres unitats–); els vaixells van arribar al seu destí indemnes el dia 18, mentre que el grup de suport va participar en un enfrontament poc concloent amb una formació britànica que va prendre el nom de la primera batalla de Sirte, en la qual tanmateix l'Alpino no va tenir un paper especial.
El 3 de gener de 1942, a les 18.50 hores, va sortir de Tàrent juntament amb els destructors Carabiniere, Geniere, Ascari, Pigafetta, Aviere, Da Noli i Shirt Nera, els creuers pesats Trento i Gorizia i els cuirassats Littorio, Cesare i Doria per donar escorta indirecta als l'operació "M 43" (tres combois per a Líbia amb un total de 6 vaixells mercants, 6 destructors i 5 torpediners al mar): tots els vaixells mercants van arribar a la seva destinació el 5 de gener i a les 5 de la tarda d'aquell dia el grup format pel Littorio i l'Alpino va tornar a Tàrent.
El 22 de gener va formar part –juntament amb els creuers Attendolo, Duca degli Abruzzi i Montecuccoli i els destructors Bersagliere, Carabiniere i Fuciliere – de la força de suport propera al "T. 18" (un comboi format pel transport de tropes Victoria - sortit de Tàrent - i pels mercants Ravello, Monviso, Monginevro i Vettor Pisani - sarpat des de Messina-, amb una càrrega de 15.000 tones de materials, 97 tancs, 271 vehicles, 1467 homes i els destructors d'escorta Vivaldi, Malocello, Da Noli, Aviere, Geniere i Camicia Nera i els torpediners Orsa i Castore); el comboi va arribar a Trípoli el 24, patint tanmateix la pèrdua del Victoria, enfonsat per dos atacs dels torpediners.
A les 18.30 del 21 de febrer de 1942 va sortir de Messina - juntament amb els creuers Gorizia, Trento, Bande Nere i els destructors Oriani i Da Noli - per donar escorta indirecta a dos combois (vaixells mercants Monginevro, Ravello, Unione, Giordani, Lerici i Monviso); destructors Vivaldi, Malocello, Premuda, Strale, Pigafetta, Pessagno, Zeno, Scirocco i Maestrale; torpediners Circe i Pallade) des de Corfú i Messina fins a Trípoli, com a part de l'operació "K. 7".
A la una de la nit del 22 de març de 1942, juntament amb la resta de la XIII Squadriglia Cacciatorpediniere (Bersagliere i Fuciliere, a la qual també s'havia unit temporalment el destructor Lanciere), va sortir de Messina juntament amb els creuers Trento, Gorizia i Bande Nere. Unida a la resta de l'esquadra naval italiana, la formació va participar llavors en la segona batalla de Sirte, en la qual l'Alpini no van tenir un paper important. Tornant d'aquesta batalla, però, es va desenvolupar una violenta tempesta i el Lancieri va danyar-se, quedant darrere de la resta de la formació a les 20.30 i havent de frenar i posar-se a cobert a les 23.15: l'Alpino va ser enviat al seu rescat, però a la nit i amb mal temps no va poder trobar-lo (el Lanciere va ser enfonsat el l'endemà a les 10.07, quedant només quinze supervivents).
Durant l'any 1942 el vaixell va fer obres que van suposar l'eliminació de la peça il·luminadora i l'embarcament de 4 metralladores de 20 mm i un cercador de sonar.
Des del 2 de juliol d'aquell any va estar estacionat a Navarino juntament amb els bessons Bersagliere, Corazziere i Mitragliere i amb els creuers lleugers Garibaldi, Duca d’Aosta i Duca degli Abruzzi (que formaven la VIII Divisió), romanent-hi durant quatre mesos: aquest La formació hauria d'intervenir en cas que els combois que navegaven a la zona centre-oriental del mar Mediterrani fossin atacats per vaixells que surtien de les bases britàniques de l'Orient Mitjà, però mai va haver-hi la necessitat de fer-ho.
El 17 d'octubre de 1942 va ser enviat a reforçar l'escorta d'un comboi format per les motores Ankara i Monginevro escortats pels destructors Aviere, Geniere i Camicia Nera i pels torpediners Orsa i Aretusa; cap al final de la navegació el comboi es va dividir: mentre que la resta de vaixells es dirigien a Bengasi, l'Alpino, l'Ankara, l'Orsa i l'Aretusa van arribar a Tobruk.
A la nit entre el 18 i el 19 d'abril de 1943 el vaixell va quedar amarrat al port de La Spezia quan aquesta ciutat va ser sotmesa a un devastador bombardeig en estora per part de 170 avions del Comandament de Bombarders de la Royal Air Force: cap a la una del migdia la nit del 19 l'Alpino va ser impactat per diversos fragments incendiaris que van incendiar-lo per tot arreu, mentre que els tancs del vaixell malmesos, el combustible en flames va sortir i es va estendre per tot el casc. Una explosió d'una bomba finalment va colpejar els dipòsits de municions i l'Alpino van esclatar (un testimoni va afirmar que el vaixell "es va obrir com un eriçó ") i, havent perdut la popa, va aterrar a les aigües poc profundes a les 2.35, amb la mort de 44 homes. Només la xemeneia i l'extrem superior de la superestructura de proa van romandre sortint de la superfície.
En record de la caiguda del vaixell, l'Associazione Nazionale Alpini ha previst la instal·lació d'un petit monument.

## Comandants
- Capitano di fregata Domenico Ermirio (20 d'abril de 1939 - 1940)
- Capitano di fregata Giuseppe Marini di Buxalca (10 de juny de 1940 - 31 de març de 1941)
- Capitano di fregata Agostino Calosi (1 d'abril de 1941 - 1 de gener de 1942)
- Capitano di vascello Ferrante Capponi (2 de gener de - 2 d'octubre de 1942)
- Capitano di vascello Candido Bigliardi (3 d'octubre de 1942 - 19 d'abril de 1943)